# Bầu cử Hội đồng Bảo an Liên Hợp Quốc 2019
Bầu cử Hội đồng Bảo an Liên Hợp Quốc năm 2019 sẽ được tổ chức vào ngày 7 tháng 6 năm 2019 trong phiên họp thứ 73 của Đại hội đồng Liên Hợp Quốc, được tổ chức tại Trụ sở Liên Hợp Quốc tại Thành phố New York. Cuộc bầu cử dành lấy năm ghế không thường trực trong Hội đồng Bảo an Liên Hợp Quốc cho các nhiệm kỳ hai năm bắt đầu vào ngày 1 tháng 1 năm 2020.
Theo các quy tắc luân chuyển của Hội đồng Bảo an, theo đó mười ghế không thường trực Hội đồng Bảo an được luân chuyển giữa các khối khu vực khác nhau mà các quốc gia thành viên LHQ thường tự phân chia cho mục đích bỏ phiếu và đại diện, năm ghế được phân bổ như sau:
- Hai cho Châu Phi
- Một cho Khối Châu Á - Thái Bình Dương[1]
- Một cho Mỹ Latinh cà Caribbean
- Một cho Đông Âu

Năm thành viên được bầu sẽ phục vụ trong nhiệm kỳ 2020-2021.

## Ứng viên

### Khối Châu Phi
- Ghana[2]
- Tunisia[3]

### Khối Châu Á - Thái Bình Dương
- Việt Nam[4]

### Khối Đông Âu
- Estonia[5]
- România[6]

### Khối Mỹ Latinh và Caribbean
- Saint Vincent và Grenadines[7]

## Kết quả

### Khối Châu Phi và Châu Á-Thái Bình Dương
| Kết quả bỏ phiếu nhóm Châu Phi và Châu Á-Thái Bình Dương | Kết quả bỏ phiếu nhóm Châu Phi và Châu Á-Thái Bình Dương |
| -------------------------------------------------------- | -------------------------------------------------------- |
| Thành viên                                               | Vòng 1                                                   |
| Việt Nam                                                 | 192                                                      |
| Niger                                                    | 191                                                      |
| Tunisia                                                  | 191                                                      |
| Vắng mặt                                                 | 0                                                        |
| Số phiếu tối thiểu                                       | 129                                                      |
| Tổng số phiếu bầu                                        | 193                                                      |
| Số phiếu hợp lệ                                          | 193                                                      |

### Nhóm Châu Mỹ Latin và Caribbean
| Kết quả bỏ phiếu nhóm Châu Mỹ Latin và Caribbean | Kết quả bỏ phiếu nhóm Châu Mỹ Latin và Caribbean |
| ------------------------------------------------ | ------------------------------------------------ |
| Thành viên                                       | Vòng 1                                           |
| Saint Vincent và Grenadines                      | 185                                              |
| El Salvador                                      | 6                                                |
| Vắng mặt                                         | 2                                                |
| Số phiếu tối thiểu                               | 128                                              |
| Tổng số phiếu bầu                                | 193                                              |
| Số phiếu hợp lệ                                  | 191                                              |

### Nhóm Đông Âu
| Kết quả bỏ phiếu nhóm Đông Âu | Kết quả bỏ phiếu nhóm Đông Âu | Kết quả bỏ phiếu nhóm Đông Âu |
| ----------------------------- | ----------------------------- | ----------------------------- |
| Thành viên                    | Vòng 1                        | Vòng 2                        |
| Estonia                       | 111                           | 132                           |
| România                       | 78                            | 58                            |
| Gruzia                        | 1                             | –                             |
| Latvia                        | 1                             | –                             |
| Vắng mặt                      | 2                             | 2                             |
| Số phiếu tối thiểu            | 128                           | 127                           |
| Tổng số phiếu bầu             | 193                           | 193                           |
| Số phiếu hợp lệ               | 191                           | 190                           |